# Acht Mädels im Boot (1932)
Acht Mädels im Boot ist ein deutscher Spielfilm aus dem Jahr 1932. Unter der Regie von Erich Waschneck sind Karin Hardt, Theodor Loos und Helmuth Kionka in den Hauptrollen zu sehen.

## Handlung
Die 18-jährige Schülerin Christa bemerkt, dass sie schwanger ist. Vom Kindsvater zur Abtreibung gedrängt und vom Vater verstoßen ist sie verzweifelt. Halt und Unterstützung erfährt sie durch ihre Freundinnen im Ruderklub „Seeschwalben“. Mit deren Hilfe gelingt es, Vater und Freund zum Umdenken zu bewegen.

## Hintergrund
Die Uraufführung es Films erfolgte im Verleih der Terra Film am 21. September 1932 im Ufa-Theater Kurfürstendamm in Berlin.
Es gibt zwei Neuverfilmungen: Eight Girls in a Boat (USA, 1934) und Jenny (Niederlande, 1957, deutsche Version Acht Mädels im Boot).